# Bank of China Hong Kong Tennis Open 2024
Bank of China Hong Kong Tennis Open 2024 byl tenisový turnaj na mužském profesionálním okruhu ATP Tour hraný v tenisovém  klubu Victoria Parku. Dvacátý osmý ročník Hong Kong Open probíhal mezi 1. a 7. lednem 2024 v Hongkongu na dvorcích s tvrdým povrchem GreenSet.
Muži odehráli v Hongkongu poslední předchozí ročník 2002 pod názvem Salem Open. Asociace tenisových profesionálů v červnu 2023 oznámila, že vlastník licence, světová sportovní agentura IMG, přesunula punéský Maharashtra Open do Hongkongu po vypršení poslední pětileté smlouvy s maháráštraskou svazovou vládou a místním tenisovým svazem. Titulárním partnerem se stala hongkongská dcera bankovního domu Bank of China. V lednovém termínu se turnaj stal přípravnou zastávkou na navazující Australian Open v Melbourne.
Turnaj dotovaný 739 945 dolary patřil do kategorie ATP Tour 250. Nejvýše nasazeným singlistou se stal pátý tenista světa Andrej Rubljov. Jako poslední přímý účastník do hlavní soutěže nastoupil francouzský 73. hráč žebříčku Benjamin Bonzi. V důsledku invaze Ruska na Ukrajinu na konci února 2022 řídící organizace tenisu ATP, WTA a ITF s grandslamy rozhodly, že ruští a běloruští tenisté mohli dále na okruzích startovat, ale do odvolání nikoli pod vlajkami Ruska a Běloruska.
Patnáctý singlový titul na okruhu ATP Tour, a desátý na tvrdém povrchu, vybojoval 26letý Andrej Rubljov. První společnou účast ve čtyřhře proměnili v trofej Salvadorec Marcelo Arévalo s Chorvatem Matem Pavićem, kteří v semifinále odvrátili tři mečboly. Pavić tak získal titul v desáté sezóně za sebou (2015–2024).

## Rozdělení bodů a finančních odměn

### Rozdělení bodů
| Soutěž  | Soutěž | vítězové | finalisté | semifinalisté | čtvrtfinalisté | 16 v kole | 28 v kole | Q  | Q2 | Q1 |
| ------- | ------ | -------- | --------- | ------------- | -------------- | --------- | --------- | -- | -- | -- |
| dvouhra | [ 1 ]  | 250      | 165       | 100           | 50             | 25        | 0         | 13 | 7  | 0  |
| čtyřhra | [ 8 ]  | 250      | 150       | 90            | 45             | 0         | —         | —  | —  | —  |

### Finanční odměny
| Soutěž                                | Soutěž      | vítězové  | finalisté | semifinalisté | čtvrtfinalisté | 16 v kole | 28 v kole | Q2      | Q1      |
| ------------------------------------- | ----------- | --------- | --------- | ------------- | -------------- | --------- | --------- | ------- | ------- |
| dvouhra                               | [ 1 ] [ 9 ] | 100 000 $ | 57 845 $  | 34 000 $      | 20 000 $       | 11 600 $  | 7 200 $   | 3 650 $ | 2 050 $ |
| čtyřhra                               | [ 8 ]       | 35 000 $  | 18 800 $  | 11 000 $      | 6 100 $        | 3 600 $   | —         | —       | —       |
| částka ve čtyřhrách je uvedena na pár |             |           |           |               |                |           |           |         |         |

## Mužská dvouhra

### Nasazení
| Stát                             | Hráč                | ATP | Nasazení |
| -------------------------------- | ------------------- | --- | -------- |
|                                  | Andrej Rubljov      | 5.  | 1.       |
|                                  | Karen Chačanov      | 15. | 2.       |
| USA                              | Frances Tiafoe      | 16. | 3.       |
| Argentina                        | Francisco Cerúndolo | 21. | 4.       |
| Německo                          | Jan-Lennard Struff  | 25. | 5.       |
| Itálie                           | Lorenzo Musetti     | 27. | 6.       |
| Srbsko                           | Laslo Djere         | 33. | 7.       |
| Francie                          | Arthur Fils         | 36. | 8.       |
| Žebříček ATP k 25. prosinci 2023 |                     |     |          |

### Jiné formy účasti
Následující hráči obdrželi divokou kartu do hlavní soutěže:
- Šintaró Močizuki
- Šang Ťün-čcheng
- Coleman Wong

Následující hráč nastoupil pod žebříčkovou ochranou:
- Marin Čilić

Následující hráči postoupili z kvalifikace:
- Liam Broady
- Taró Daniel
- Marc-Andrea Hüsler
- Vitalij Sačko

### Odhlášení
před zahájením turnaj
- Christopher Eubanks → nahradil jej  Benjamin Bonzi
- Milos Raonic → nahradil jej  Borna Gojo

## Mužská čtyřhra

### Nasazení
| Stát                                                                        | Hráč            | Stát       | Hráč          | ATP | Nasazení |
| --------------------------------------------------------------------------- | --------------- | ---------- | ------------- | --- | -------- |
| Belgie                                                                      | Sander Gillé    | Belgie     | Joran Vliegen | 50. | 1.       |
| Salvador                                                                    | Marcelo Arévalo | Chorvatsko | Mate Pavić    | 51. | 2.       |
| Francie                                                                     | Sadio Doumbia   | Francie    | Fabien Reboul | 70. | 3.       |
| Rakousko                                                                    | Alexander Erler | Rakousko   | Lucas Miedler | 77. | 4.       |
| Žebříček ATP k 25. prosinci 2023; číslo je součtem umístění obou členů páru |                 |            |               |     |          |

### Jiné formy účasti
Následující páry obdržely divokou kartu do hlavní soutěže:
- Zizou Bergs /  Coleman Wong
- Román Andrés Burruchaga /  Šintaró Močizuki

### Odhlášení
před zahájením turnaj
- Laslo Djere /  Bernabé Zapata Miralles → nahradili je  Laslo Djere /  Jaume Munar

## Přehled finále

### Mužská dvouhra
- Andrej Rubljov vs.  Emil Ruusuvuori, 6–4, 6–4

### Mužská čtyřhra
- Marcelo Arévalo /  Mate Pavić vs.  Sander Gillé /  Joran Vliegen, 7–6(7–3), 6–4